# Badesee Rechberg
Der Badesee Rechberg befindet sich in der Gemeinde Rechberg im Naturpark Mühlviertel im Bezirk Perg in Oberösterreich.

## Beschreibung

Der Badesee im Gemeindewappen von Rechberg

Der auf 590 m ü. A. liegende Badesee im Ortszentrum von Rechberg wird vom Hiesbach gespeist, das Überwasser fließt weiter über den Hiesbach Richtung Naarn. Er ist knapp einen Hektar groß und maximal sieben Meter tief. Nachdem schon im Jahr davor ein „Seefest ohne See“ veranstaltet worden war, begann man 1970 mit den Arbeiten rund um das vom damaligen Bürgermeister Karl Weichselbaumer forcierte Projekt zur Belebung des lokalen Tourismus. Diese Bedeutung für den Fremdenverkehr kommt auch im Gemeindewappen zum Ausdruck, das das Wasser des Sees zeigt. Beim See befindet sich ein Freizeitareal bestehend aus einer Liegewiese, einem Beachvolleyballplatz, Steganlage, Sprungbrett und Floß. Ein Kiosk bietet Getränke, Eis und Imbisse an. Zur Optimierung der Wasserqualität wurden nachträglich in der Umgebung mehrere natürliche Reinhaltebecken angelegt. Das Areal um Badeanlage wurde im Laufe der Jahre um weitere Spielplätze erweitert: Beachvolleyball-Platz (2000), Spielplatzerweiterung im Ostbereich (2014).